# Arleuf
Arleuf är en kommun i departementet Nièvre i regionen Bourgogne-Franche-Comté i de centrala delarna av Frankrike. Kommunen ligger i kantonen Château-Chinon (Ville) som tillhör arrondissementet Château-Chinon (Ville). År 2022 hade Arleuf 641 invånare.

## Befolkningsutveckling
Antalet invånare i kommunen Arleuf
| Referens: INSEE |